# الین آلفیلد نوردلوند

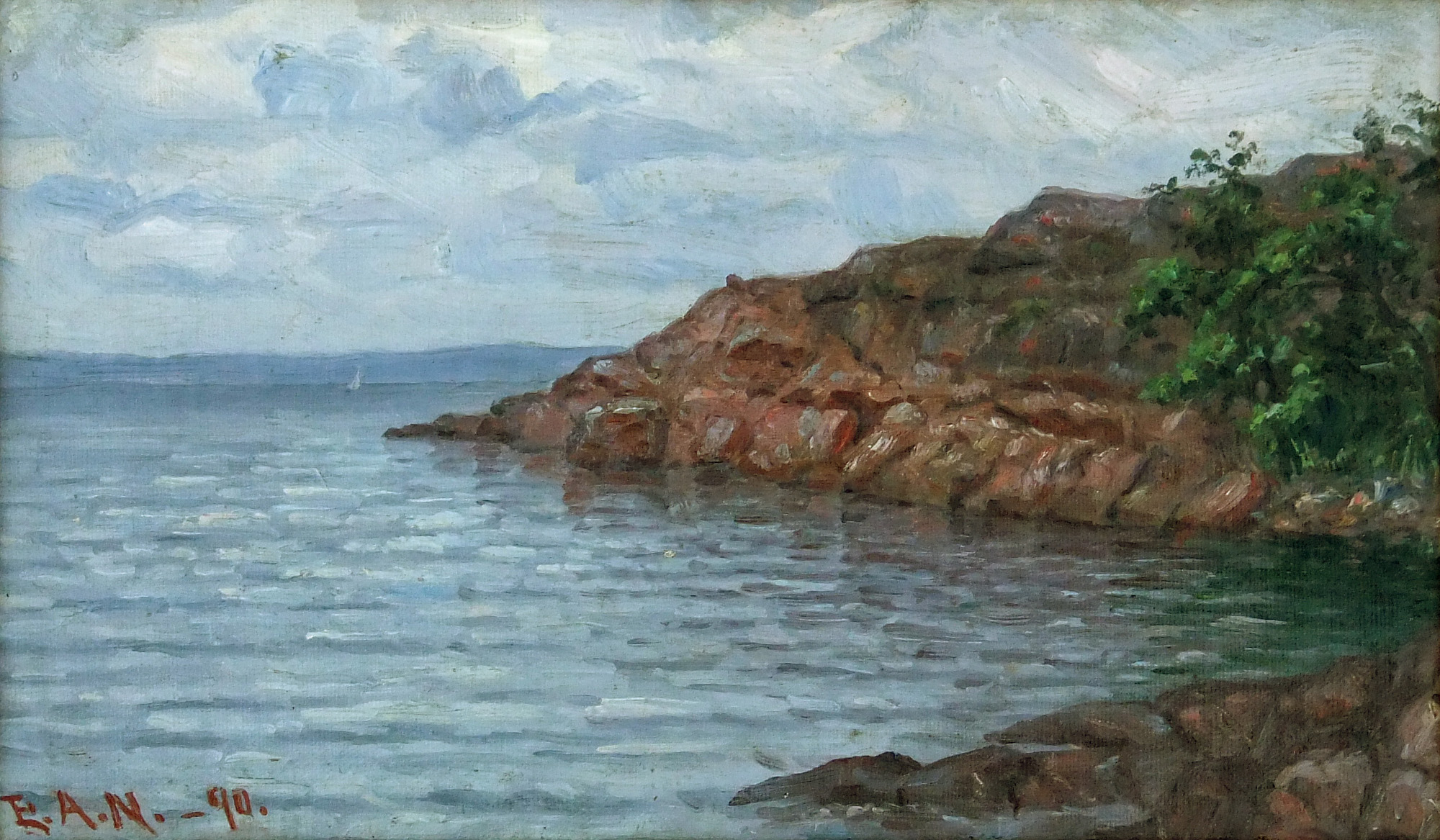
الین آلفیلد نوردلوند: دریای لومبارن (۱۸۹۰)

الین آلفیلد ایزابلا نوردلوند (۱۸۶۱–۱۹۴۱) نقاش فنلاندی سوئدی زبان بود. او یکی از هنرمندانی بود که به ویکتور وسترهولم در مجمع هنرمندان اونینگبو در جزایر الند پیوست. نمونه‌هایی از آثار او در مجموعه دائمی موزه اونینگبو نگهداری شده و همچنین در موزه هنر تورکو به نمایش گذاشته شده‌اند.

## نگارخانه
- نمایی از یک خیابان در پاریس ۱۸۸۹
- هیتیس ۱۹۰۷